# Вітряна віспа
Вітряна́ ві́спа (просторічне — вітря́нка, англ. chickenpox, лат. varicella, грец. ανεμοβλογιά) — контагіозне вірусне захворювання з групи герпесвірусних інфекцій, яке відзначається переважним ураженням дітей, помірною загальною інтоксикацією, поліморфною екзантемою з переважанням везикул.
Після клінічного видужання, вірус тривало персистує у нейронах у вигляді латентної інфекції, при активізації якої у 10-20 % людей переважно старших 50 років розвивається оперізувальний герпес. Зазвичай, люди хворіють на вітряну віспу лише один раз. Попри те, що згодом трапляються повторні інфікування вірусом, це не спричинює повторну вітряну віспу, але може призвести до оперізуючого герпесу.
Захворювання зазвичай, можна діагностувати на основі наявних симптомів, однак у виняткових випадках, це може бути підтверджено за допомогою полімеразної ланцюгової реакції (ПЛР) тестування рідини з везикул або кірочок. Щоб визначити, чи є у людини імунітет до цієї хвороби, слід провести тестування на імуноглобуліни класу G. 
Введення 1995 року в Сполучених Штатах Америки вакцини проти вітряної віспи, дозволило значно зменшити кількість випадків захворювання та ускладнень від цієї хвороби. Вакцинування захищає приблизно 70–90 % людей від недуги і зменшує ймовірність тяжкого перебігу захворювання. У багатьох країнах рекомендована планова імунізація дітей. Імунізація протягом трьох днів після контакту з хворим може покращити видужання у дітей. Лікування інфікованих, може передбачати каламіновий лосьйон для полегшення свербежу, коротке підстригання нігтів, щоби зменшити ймовірне пошкодження шкіри від розчухів. Тим, хто має підвищений ризик ускладнень, призначають противірусні препарати, як от ацикловір.
Вітряна віспа є убіквітарною хворобою, виникає у людей по всій Землі. До введення планової імунізації кількість випадків захворювання, які відбувалися щороку, була подібною до кількості людей, які народилися. Після імунізації, загальна кількість випадків хвороби у Сполучених Штатах Америки, зменшилася майже на 90 %. Смерть настає приблизно в 1 випадку на 60 000 випадків вітряної віспи.

## Історичні відомості
Вітряну віспу протягом тривалого часу часто помилково діагностували як натуральну віспу, незважаючи на те, що клінічні відмінності цих двох інфекцій встановив та описав ще в 1767 році відомий англійський лікар Вільям Геберден. Назву varicella, яка відрізняє хворобу від натуральної віспи (лат. variola), вперше ввів до медичного використання німецький лікар О. Фогель у 1772 році. Інфекційну природу вітряної віспи довів австрійський лікар Г. Штайнер у 1875 році в дослідженнях на добровольцях. У 1911 році бразильський патолог Г. Арагао при мікроскопії вмісту везикул вітряної віспі виявив вірусні тільця, які були потім названі на його честь. У 1952 році американський вірусолог, лауреат Нобелівської премії з фізіології або медицини Т. Г. Веллер вперше виділив збудника на клітинних культурах від хворих на обидві клінічні форми хвороби: вітряну віспу і оперізуючий герпес. У 1974 році в Японії фармаколог Мітіакі Такахасі одержав ослаблений Oka-штам «дикого» вірусу вітряної віспи, а в 1980 році у США розпочали клінічне випробування вакцини проти вітряної віспи.
Попри відносно м'який перебіг вітряної віспи, в одного пацієнта з 4000 захворілих відбувається розвиток енцефаліту.

## Етіологія
Збудник вітряної віспи та оперізувального герпесу (varicella-zoster virus/VZV, ГВЛ-3) належить до роду Varicellovirus, підродини Alphaherpesvirinae, родини Herpesviridae. Це нестійкий поза організмом людини вірус, його швидко інактивують дезінфекційні засоби, він швидко гине при висиханні, від температури понад 60°С, але добре зберігається при низькій температурі. Поза організмом, на відкритому повітрі вірус гине приблизно за 10 хвилин. Капсид оточений рядом слабо пов'язаних білків, відомих під загальною назвою оболонки. Багато з цих білків відіграють важливу роль в ініціюванні процесу розмноження вірусу в зараженій клітині. Оболонка, своєю чергою, оточена ліпідним шаром, який покритий глікопротеїнами, які зумовлюють зовнішній вигляд віріону.

## Епідеміологічні особливості

### Джерело і резервуар інфекції
Джерелом інфекції при вітряній віспі є хворий, який стає небезпечним для оточення із кінця інкубаційного періоду (за 6-7 годин до появи висипу) і до 5-ї доби з моменту появи останніх елементів висипу. Особливо небезпечними джерелами інфекції є хворі з наявністю везикул на слизовій оболонці ротової порожнини, тому що в них вони швидко лопаються та виділяється велика концентрація вірусу зі слиною. Додатковим джерелом може бути хворий на оперізувальний герпес, але він виділяє значно менше вірусів. Зрідка від людей можуть заражатися вищі примати та від них вірус може передаватися й людям.

### Механізм і шляхи передачі
Механізм передачі збудника при вітряній віспі — повітряно-крапельний. Попри слабку стійкість вірусів у довкіллі, доведено можливість їхнього поширення з повітря за межі помешкання, де перебуває хворий, крізь відчинені двері, систему вентиляції тощо. У такий спосіб зараження може поширюватись на весь будинок. Не відкидається можливість вертикального передавання вірусу вітряної віспи від матері до плоду, що може спричинити вади розвитку, але це трапляється дуже рідко.

### Сприйнятливий контингент
Вітряна віспа — звичайна дитяча інфекція. Новонароджені перших 2-х місяців життя мають пасивний материнський імунітет, але пізніше вони стають сприйнятливими. Тому найбільше число захворілих припадає на вікову групу 2—4 років. Дошкільнята становлять близько 80 % захворілих. У старших вікових групах, завдяки утворенню імунного прошарку, захворюваність значно зменшується. Для вітряної віспи притаманна осінньо-зимова сезонність, що пояснюється тіснішою взаємодією дітей під час відвідування ними дитячих навчальних закладів. Захворюваність найчастіше спорадична. Трапляються спалахи вітряної віспи, зокрема у дитячих дошкільних закладах і лікарнях. Після перенесеної хвороби, залишається тривалий імунітет. Повторні захворювання вітряною віспою відбуваються зрідка.

## Патогенез
Первинна інфекція проявляється у вигляді вітряної віспи, водночас вхідними воротами інфекції є слизові оболонки верхніх дихальних шляхів, де проходить реплікація та первинне накопичення вірусу. Потім лімфатичними шляхами вірус проникає в кров. Вірусемію визначають виділенням вірусу з крові, а також виникненням висипу, поширеного по всьому тілу. Після стихання гострих проявів первинної інфекції, вірус латентно зберігається в організмі.

## Клінічні прояви

### Класифікація
У МКХ-10 вирізняють у розділі I «Деякі інфекційні та паразитарні хвороби», у блоці «Вірусні інфекції, які відзначаються ураженнями шкіри та слизових оболонок» «Вітряну віспу [varicella]» (код В01), в якій додатково вирізняють:
- вітряна віспа з менінгітом (В01.0);
- вітряна віспа з енцефалітом (В01.1);
- вітряна віспа з пневмонією (В01.2);
- вітряна віспа з іншими ускладненнями (В01.8);
- вітряна віспа без ускладнень (В01.9);

У розділі XVI «Певні розлади, властиві для перинатального періоду», блоці «Інфекції перинатального періоду» в «Уроджених вірусних хворобах» (Р35) виокремлюють «Інші уроджені вірусні хвороби» (Р35.8), куди саме рекомендують залучати уроджену вітряну віспу.

### Клінічний перебіг
Інкубаційний період при вітряній віспі триває від 11-21 дня, найчастіше — 14 днів.

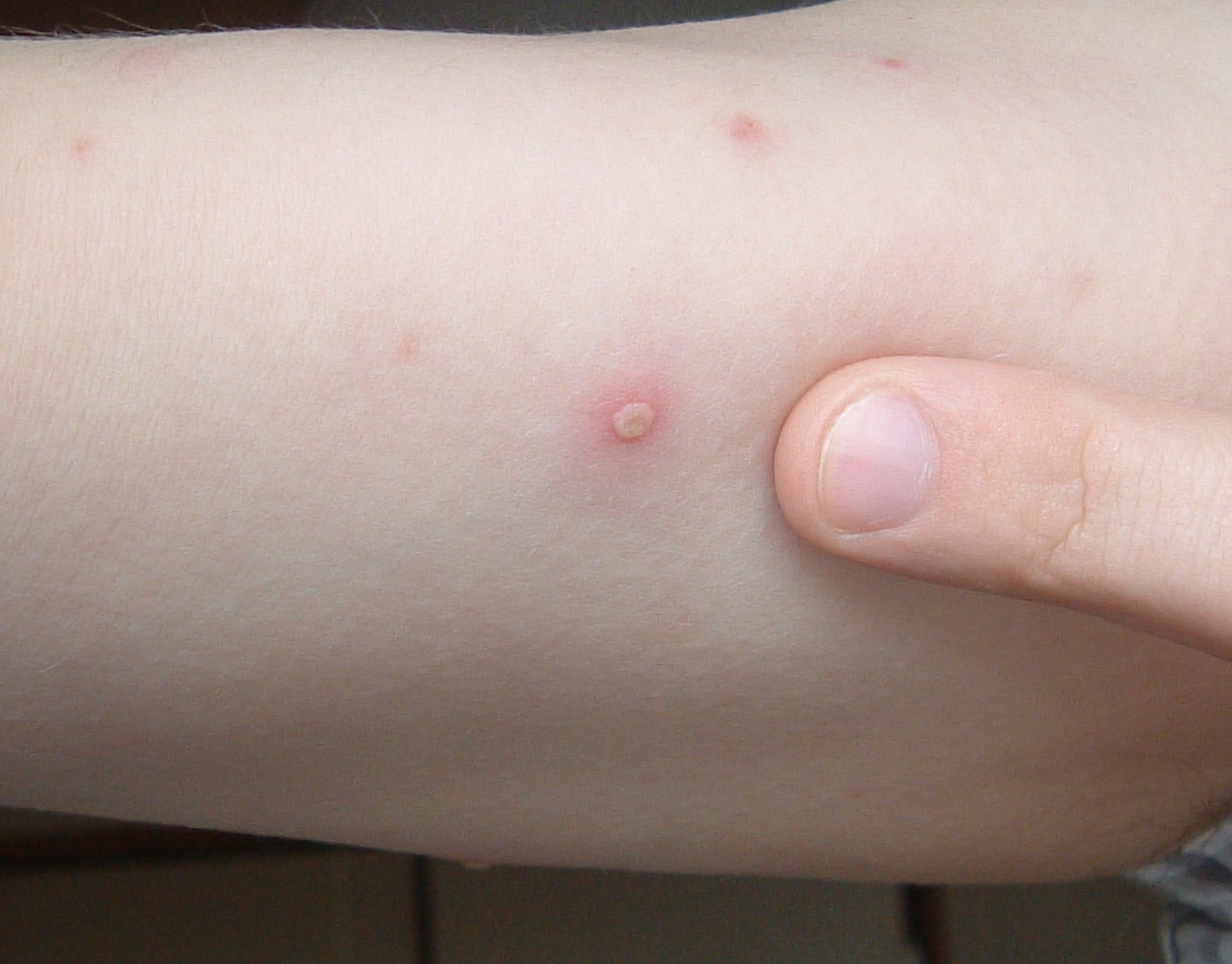
Типова везикула при вітряній віспі.

Продромальні явища у дітей або відсутні, або зводяться до незначних проявів загальної інтоксикації (нездужання, втрата апетиту, субфебрильна температура тіла тощо). У дорослих часто відзначаються сильніші та триваліші прояви загальноінтоксикаційного синдрому. На тлі цього, на шкірі з'являються висипання, які зосереджені на обличчі, волосистій частині голови, тулубі та кінцівках. У разі значного висипу, пухирці можна іноді виявити на долонях та підошвах. Елементи висипу, пройшовши через стадії плями та дрібної папули, швидко перетворюється на характерні для вітряної віспи елементи — везикули. Деякі плями зникають, папули розсмоктуються, не доходячи до стадії везикули. Везикули при вітряній віспі мають круглу або овальну форму та різну величину, розміщуються на неінфільтрованій основі, їхня стінка напружена, блискуча, вміст прозорий. Навколо везикули є вузька смужка гіперемії. При проколі везикула спорожнюється завдяки своїй однокамерності. Розриву везикул сприяє розчухування через свербіння, яке часто супроводжує висипання. Поодинокі везикули мають пупоподібні вдавлення. Везикули швидко підсихають (водночас їхній вміст мутнішає через випадіння фібрину) й за 1—3 дні, утворюються бурі кірочки, які відпадають за 1-3 тижні. Висип при вітряній віспі з'являється протягом кількох днів спалахами, тож для неї властивою є поліморфність висипань — на певній ділянці шкіри можна знайти елементи, які перебувають на різних стадіях розвитку. У деяких хворих одночасно з висипом на шкірі, виникає висип на слизових оболонках порожнини рота, ротоглотки, гортані, статевих органах та в інших місцях. Це енантема, притаманною ознакою якої, як і на шкірі, є везикула. Енантема може випереджати появу висипань на шкірі. Везикул на слизових оболонках, зазвичай мало. Вони не стійкі, швидко лопаються та утворюють поверхневі ерозії, які через кілька днів епітелізуються.

### Перебіг за ступенем тяжкості
- За легкого перебігу гарячка незначна, температура тіла підвищується до 37,5—38 °С, симптоми інтоксикації майже відсутні, висипання не рясні.

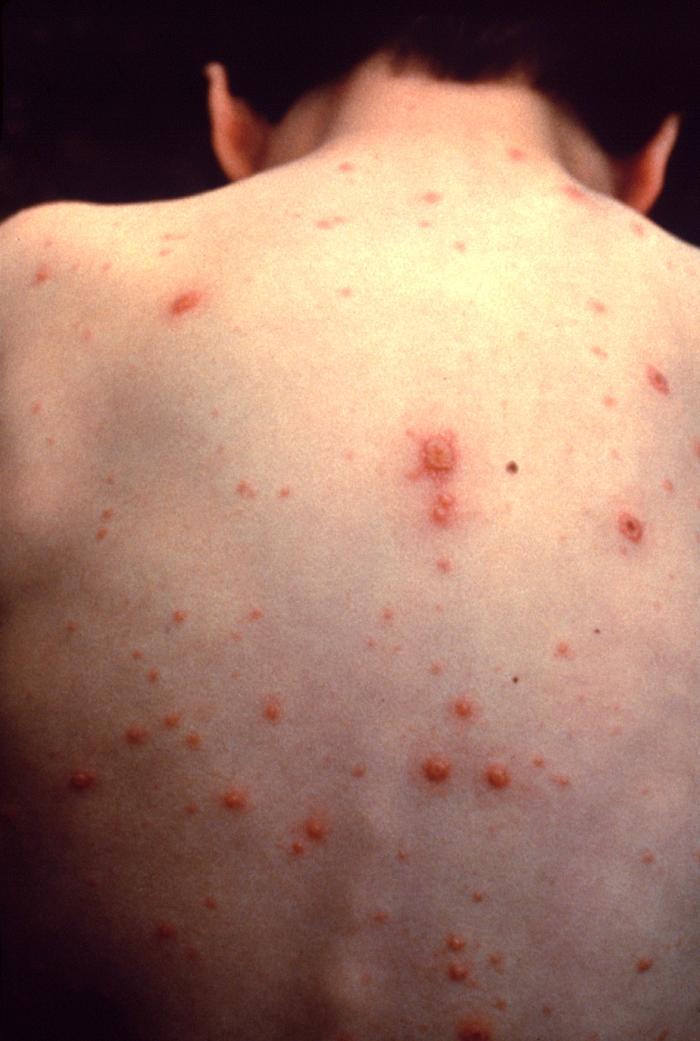
Вітряна віспа з середньотяжким перебігом у підлітка.

- За середньотяжкого перебігу температура тіла підвищується до 39 °С, симптоми інтоксикації виражені помірно, висипання рясні, зокрема й на слизових оболонках.
- За тяжкого перебігу, спостерігаються висока температура тіла (39,5—40 °С), висипання дуже рясні, великі, застиглі в одній стадії розвитку. На висоті захворювання до того ж, можливий нейротоксикоз із судомним синдромом і проявами набряку-набухання головного мозку (ННГМ). Одночасно з підсиханням елементів висипу при вітряній віспі, знижується температура тіла і поліпшується загальний стан хворого.

### Особливі форми перебігу
За появи обтяжуючих факторів розвиваються форми вітряної віспи з тими чи іншими проявами:
- Для менінгіту характерний серозний ліквор із помірним цитозом та відносно швидким зворотнім розвитком.
- Енцефаліт перебігає з чіткими вогнищевими симптомами ураження ЦНС, парезами, виразним ННГМ.
- Пневмонія при вітряній віспі у маленьких дітей часто має безпосередньо вірусний характер, у певної кількості випадків у дорослих приєднується бактеріальна флора.

У ослаблених дітей раннього віку, особливо на тлі інших інфекційних захворювань, у дорослих людей з імунодефіцитами хвороба може набути злоякісного характеру. Водночас, спостерігаються такі висипання:
- пустульозні, коли везикули перетворюються на пустули, і хвороба нагадує натуральну віспу;
- бульозні, коли з'являться великі пухирі (діаметром до 2—3 см) із серозним та каламутним вмістом;
- геморагічні з кров'янистим вмістом пухирців та петехіями на шкірі, з тромбоцитопенічною пурпурою;
- гангренозні, які відзнчаються змертвінням шкіри навколо везикул і утворенням виразок.

Ці прояви захворювання погіршують прогноз.
Генералізована або вісцеральна вітряна віспа частіше зустрічається в новонароджених, в тих, хто отримує глюкокортикостероїди. Хвороба проявляється гіпертермією, тяжкою інтоксикацією та ураженням внутрішніх органів: печінки, легень, нирок тощо. Перебіг хвороби дуже тяжкий і досить часто з летальним кінцем.
Атипова або рудиментарна вітряна віспа, зазвичай зустрічається в осіб, яким під час інкубації ввели імуноглобулін або плазму. Вона відзначається появою розеольозно-папульозного висипу з окремими недорозвиненими, ледь помітними везикулами, температура тіла нормальна. Загальний стан не порушується.

## Ускладнення
Ускладнення вітряної віспи можуть бути специфічними (зумовлені вірусом) і внаслідок приєднання бактеріальної інфекції. Найчастіше спостерігають ларинготрахеобронхіт, пневмонія, ураження нервової системи (енцефаліт, менінгіт, менінгоенцефаліт, мієліт, параліч лицьового нерва), бульозна стрептодермія (стрептококове ураження шкіри), флегмона, абсцес, імпетиго, лімфаденіт, стоматит, кон'юнктивіт, кератит, сепсис.

## Діагностика
Зазвичай ґрунтується на сукупності анамнестичних (контакт із хворим на вітряну віспу, оперізувальний герпес), клінічних (характерні везикульозні висипання на волосистій частині голови та по всьому тілу, загальноінтоксикаційні прояви, гіпертермія, можливе ураження внутрішніх органів, як то печінки, нирок, мозку, частіше в імуноскомпрометованих осіб), лабораторних даних. Діагностика вітряної віспи та оперізувального герпесу при типових проявах не складна. Значні труднощі виникають при генералізації процесу, ураженні ЦНС тощо.
У клінічному аналізі крові часом визначають незначну лейкопенію з лімфомоноцитозом. При тяжкому перебігу спостерігають тромбоцитопенію, іноді — анемію. При менінгеальному синдромі характерне підвищення лікворного тиску та лімфоцитарний цитоз.

### Специфічна діагностика
Найбільш специфічними та достовірними є мікроскопія вмісту везикул (тільця Арагао), імуноферментний аналіз (ІФА), полімеразна ланцюгова реакція (ПЛР), культуральний метод. Інші серологічні реакції є менш специфічними та достовірними, тому їхні позитивні результати слід перевіряти в динаміці з використанням «парних сироваток».

## Лікування
Хворих із легким неускладненим перебігом вітряної віспи лікують переважно в домашніх умовах. Традіційно висип тушують кріпким розчином перманганату (марганцевокислого) калію — розчин має бути «бурякового» забарвлення. Вважається, що таким чином кисень, який вивільняється з марганцевокислого калію, згубно діє на вірус, запобігає приєднанню вторинної інфекції, зменшує свербіння. Застосування діамантового зеленого — анілінової речовини при великій кількості висипань на тлі тяжкого перебігу не рекомендується через можливість спричинення гострого отруєння внаслідок підвищеного всмоктування через пошкоджену шкіру. Тушування висипу дає можливість спостерігати подальші можливі підсипання та, таким чином, виявити той день хвороби, коли вже підсипань не відбувається. У XXI столітті тушування висипу в країнах розвиненої медицини вважається недоцільним. Застосовуються для зменшення місцевого свербіння, охолодження шкіри лосьйони, мазі, креми на основі 15 % оксиду цинку (каламін). При задовільному загальному стані можна використовувати хвойні ванни для заспокоєння свербіння. Призначають також антигістамінні засоби, мазі з іншими сполуками цинку. Вогнища на слизових оболонках змочують розчинами лейкоцитарного інтерферону, згодом змащують обліпиховою та шипшиновою олією. При виразній інтоксикації проводять детоксикаційну терапію. У імуноскомпрометованих хворих із ризиком тяжкого перебігу і приєднання ускладнень використовують ацикловір.

## Профілактика

### Загальні заходи
Протиепідемічні заходи, спрямовані на нейтралізацію джерела збудника в осередку вітряної віспи, такі:
- Виявлення та ізоляція хворих (вдома або за показаннями у стаціонарі);
- Ізоляція припиняється лише через 9 днів від початку захворювання (після відпадання кірок або через 5 діб з моменту появи останнього елементу висипу);
- З метою розриву механізму передачі здійснюють часте провітрювання і вологе прибирання приміщення, де перебувають хворі.

Найважливішим профілактичним заходом є недопущення контакту з хворими на вітряну віспу або оперізувальний герпес. Хворих на оперізувальний герпес необхідно ізолювати від дітей, які не хворіли на вітряну віспу.

### Специфічна профілактика
Проводиться живими вакцинами з ослабленого вірусу вітряної віспи, які рекомендовані для імунізації дітей раннього віку. Ці ж вакцини в США рекомендуються для осіб літнього віку з метою профілактики оперізувального герпесу та постгерпетичної невралгії.